# Veliškovci
Veliškovci är en ort i Kroatien.   Den ligger i länet Baranja, i den östra delen av landet, 180 km öster om huvudstaden Zagreb. Veliškovci ligger 90 meter över havet och antalet invånare är 685.
Terrängen runt Veliškovci är mycket platt. Runt Veliškovci är det ganska tätbefolkat, med 67 invånare per kvadratkilometer. Närmaste större samhälle är Belišće, 6,6 km öster om Veliškovci. Trakten runt Veliškovci består till största delen av jordbruksmark.